# Powellisetia subtenuis
Powellisetia subtenuis är en snäckart som först beskrevs av Powell 1937.  Powellisetia subtenuis ingår i släktet Powellisetia och familjen Rissoidae. Inga underarter finns listade i Catalogue of Life.